# Wayne megye (Kentucky)
Wayne megye az Amerikai Egyesült Államokban, azon belül Kentucky államban található. Megyeszékhelye és legnagyobb városa Monticello. Lakosainak száma 19 555 fő (2020. április 1.). Wayne megye Pickett, Scott, McCreary, Pulaski, Russell és Clinton megyékkel határos.

## Népesség
A megye népességének változása:
| Lakosok száma | 20 842 | 20 885 | 20 785 | 20 678 | 20 464 | 19 555 |
|               | 2010   | 2011   | 2012   | 2013   | 2015   | 2020   |